# Nikita Iljič Tolstoj
Nikita Iljič Tolstoj, ruski slavist, filolog in folklorist, * 15. april 1923, Vršac, Kraljevina SHS, † 27. junij 1996, Moskva, Rusija.
Tolstoj je bil akademik SSSR in kasneje ruske akademije. Avtor več sto del o zgodovini slovanskih literarnih jezikov, dialektologiji slovanstva, staroslovanskega in cerkvenoslovanskega jezika, etnolingvistike in leksikologije. V začetku se je ukvarjal s paleoslavistiko in duhovno kulturo Slovanov. 
Tolstoj je deloval kot redni profesor za staro slovanščino in slovansko jezikoslovje Moskovske državne univerze in bil dopisni član Slovenske akademije znanosti in umetnosti (od 23. aprila 1987).

## Življenje
Pravnuk Leva Tolstojeva in vnuk drugega sina pisatelja Ilja Lvoviča Tolstoja, sin Ilja Iljiča Tolstoja (1897—1970). Po vrnitvi iz emigracije je bil docent MGU, avtor prvega srbohrvaškega-ruskega slovarja v Sovjetski zvezi. 
Rodil se je v emigraciji v Kraljevini Srbov, Hrvatov in Slovencev, obiskoval emigratsko šolo. Od 1941-1944 je bil udeleženec partizanskega odpora v Srbiji, od 1944-1945 pa je služil v rdeči armadi med drugo svetovno vojno. Leta 1945 se je skupaj s starši preselil v Sovjetsko zvezo in začel študirati na filozofski fakulteti »bolgarski jezik z literaturo«. Leta 1954 je diplomiral in 1972 doktoriral z delom »Opyt semantičeskogo analiza slavjanskoj geografičeskoj terminologii«. Od 1968 je bil predavatelj na MGU in delal na Inštitutu za slovanske in balkanske študije AN SSSR. 
Predlagal je termin »staroslovanski jezik« za splošno ime za staro- in cerkvenoslovanski literarni jezik vseh Slovanov. Bil je eden osnovateljev etnolingvistike v sovjetski znanosti. Soustanovil je etnolingvistično šolo, ki se je opirala na velik material, ki je bil zbran v terenskih raziskavah Polesja (pokrjaina v Belorusiji in Ukrajini). Tolstoj je bil pobudnik slovarja »Slovanske starožitnosti«, nadaljeval je časopis Živa Starina (rusko: Živaja starina). 
V zadnjih letih življenja je bil glavni urednik časopisa »Voprosy jazykoznanija« (slov. Jezikoslovna vprašanja). Umrl je po težki bolezni 27. junija 1996 v Moskvi. Pokopan je na družinskem pokopališču Tolstejevih v vasi Kočaki. 

## Družina
Poročen je bil s Svetlano Tolsto, etnologinjo in filologinjo-slavistko. Rodili sta se jima dve hčeri, Marfa Tolsta, ki je prav tako lingvistka in sodelavka Inštituta za slovanske znanosti RAN in Ana Tolsta, ki je televizijska voditeljica znana kot Fjokla Tolsta. 

## Dela
Polni seznam izdanih del je dostopen na spletni strani на сайте конференции »Tolstovskie čtenija«. Arhivirano 2013-04-03 na Wayback Machine.
- История и структура славянских литературных языков. — 1988.
- Избранные труды. — Т. 1-3. — 1998—1999.

## Povezave
- Статья[mrtva povezava]
- Историческая справка на сайте Архива РАН
- Гребенюк В. П. Памяти Никиты Ильича Толстого Arhivirano 2012-03-16 na Wayback Machine. // Вестник РГНФ.
- Климчук Ф. Д. Н. И. Толстой (15.04.1923—27.06.1996) Arhivirano 2017-10-22 na Wayback Machine.
- Подробный список работ о Н. И. Толстом

1. 1 2  data.bnf.fr: platforma za odprte podatke — 2011.